# Penelopides mindorensis
Penelopides mindorensis là một loài chim trong họ Bucerotidae.